# 科罗纳达尔
科罗纳达尔（英文：Koronadal）是菲律宾SOCCSKSARGEN大区的区域中心和南哥打巴托省的省会，建立于1947年，2000年升级为市，根据2010年的人口普查，人口为169074。位于棉兰老岛南部，下辖27个镇。

## 友好城市
菲律宾巴伦苏埃拉
 菲律宾武端市